# 구로카미마치역
구로카미마치역(일본어: 黒髪町駅)은 일본 구마모토현 구마모토시 주오구에 위치한 구마모토 전기 철도 후지사키 선의 철도역이다. 역 번호는 KD 07이며, 단선 승강장 1면 1선의 구조를 갖춘 지상역이다.

## 이용 현황
| 승차 인원 추이 | 승차 인원 추이      | 승차 인원 추이      |
| 연도           | 하루 평균 승차 인원 | 하루 평균 하차 인원 |
| -------------- | ------------------- | ------------------- |
| 2012           |                     | 614                 |
| 2013           |                     | 667                 |
| 2014           | 337                 | 697                 |
| 2015           |                     | 758                 |
| 2016           |                     | 808                 |
| 2017           |                     | 674                 |
| 2018           |                     | 589                 |

## 역 주변
- 국도 제3호선

## 역사
- 1951년 10월 25일 : 개업.
- 2015년 4월 1일 : 교통계 IC 카드 '구마모토 지역 진흥 IC 카드'에 대응.
- 2017년
  - 2월 22일 : 당 역 - 후지사키구마에 역간에 탈선사고가 발생.
  - 2월 23일 : 당 역 - 후지사키구마에 역간의 전차가 운휴되었기 때문에, 당 역이 시발역과 종착역을 겸함.
  - 3월 7일 : 시발 열차에 의해 전 노선에서 운전을 재개.
- 2019년
  - 1월 9일 : 당 역 - 후지사키구마에 간에 다시 열차가 탈선. 후지사키구마에 역 - 미요시 역 간이 종일 운휴됨.
  - 1월 11일 : 당 역 - 후지사키구마에 간의 전차가 운휴되었기 때문에, 당 역이 시발역과 종착역을 겸하기 때문에, 당 역 - 미요시 간의 운전이 재개. 당 역 - 후지사키구마에 간은 운휴 연장.
  - 2월 3일 : 전 노선 운행 재개.
  - 10월 1일 : 역 넘버링 도입.

## 인접 역
| 구마모토 전기 철도 후지사키 선           | 구마모토 전기 철도 후지사키 선 | 구마모토 전기 철도 후지사키 선       |
| ---------------------------------------- | ------------------------------ | ------------------------------------ |
| KD 06 후지사키구마에 후지사키구마에 방면 | ■ 후지사키 선                  | 기타쿠마모토 KD 08 기타쿠마모토 방면 |